# Allí abajo
Allí abajo é uma série de televisão espanhola de comédia criada por Aitor Gabilondo, César Benítez e Óscar Terol, e produzida pela Plano a plano. A primeira temporada da série estreou em 7 de abril de 2015, na Antena 3, na Espanha. Até agora, três temporadas já foram exibidas e a quarta temporada já está em processo de filmagem.
Foi criticada pela similaridade de sua trama com a do filme Ocho apellidos vascos apesar de que, segundo seus criadores, a ideia da série é anterior a do filme e tem mais pontos em comum com o filme francês Bem-vindo ao Norte/A Riviera Não é Aqui.

## Sinopse
A série gira em torno a Iñaki, um basco de trinta e cinco anos que nunca havia saído do País Basco. Vive com sua mãe, Maritxu, uma clássica matriarca basca, absorvente e controladora, que vê Iñaki como um eterno menino incapaz de tomar conta de sua vida sozinho. O único intercambio afetivo que mantem Iñaki é com seus amigos de toda a vida. No bar em que ele administra, herdado de seu falecido pai, trabalha Nekane, uma garçonete que está loucamente apaixonada por ele. Enquanto a vida de Iñaki transcorre tranquilamente, um dia ele se vê obrigado a acompanhar a sua mãe a Sevilha em uma viagem do Imserso, para a qual ele não está preparado. Para Iñaki, nada será como antes uma vez que está ali, já que sua mãe entra em coma e seu ingresso na Clínica Híspalis desencadeará uma série de acontecimentos que, unidos a atração que Iñaki começa a sentir por Carmen, a chefe da enfermaria, vão prolongar a estadia deste basco "ali embaixo".

## Elenco e personagens
| Ator                      | Personagem                               | Temporadas | Temporadas | Temporadas | Temporadas |
| Ator                      | Personagem                               | 1          | 2          | 3          | 4          |
| ------------------------- | ---------------------------------------- | ---------- | ---------- | ---------- | ---------- |
| María León                | Carmen Almonte Morales                   |            |            |            |            |
| Jon Plazaola              | Iñaki Irazabalbeitia Galartza            |            |            |            |            |
| Mariano Peña              | Benito Benjumea                          |            |            |            |            |
| Alfonso Sánchez Fernández | Roberto «Rober» Almenar Llorente         |            |            | —          | —          |
| Ane Gabarain              | María «Maritxu» Galartza                 |            |            |            |            |
| Salva Reina               | José Gregorio «Jozé» Narváez Murillo     |            |            |            |            |
| Mari Paz Sayago           | Dolores Ocaña Montoro                    |            |            |            |            |
| Óscar Terol               | Antxón Oleaga                            |            |            |            |            |
| Gorka Aguinagalde         | Koldo Intxaustegui                       |            |            |            |            |
| Iker Galartza             | Peio                                     |            |            |            |            |
| Maribel Salas             | Begoña «Bego» Galartza                   | Recorrente |            |            |            |
| Santi Ugalde              | Sabino Goikolea                          | Recorrente |            |            |            |
| Alberto López             | Rafael «Rafi» Almonte Morales            |            |            |            |            |
| Noemí Ruiz                | Trini Lozano                             |            |            |            |            |
| Alazne Etxeberria         | Nekane                                   |            |            | —          | —          |
| Beatriz Cotobal           | Isabel «Isabelita» Pereira               |            |            |            |            |
| Teresa Quintero           | Ángela Parrón Quintana                   |            |            |            |            |
| Rocío García Molina       | Irene Escobar Lucio                      |            |            |            |            |
| Carmen Frigolet           | Merche                                   | Recorrente |            | Recorrente | Recorrente |
| Antonia Gómez             | Piedad                                   | Recorrente |            | Recorrente | Recorrente |
| Carmina Barrios           | Luci                                     | Recorrente |            |            |            |
| Pepo Oliva                | Antonio Almonte                          | —          |            |            |            |
| Eloína Marcos             | Elena Lozano                             | —          | Recorrente | —          | —          |
| Lucía Hoyos               | Eugenia Benjumea                         | —          | Recorrente | —          | —          |
| Rosa Valenty              | Señora Pineda                            | —          | Recorrente | —          | —          |
| Luis Bermejo              | Raúl (Nascido Eva Morales) mãe de Carmen | —          | Recorrente | —          | —          |
| David Arnaiz              | Cristóbal Benjumea                       | —          | —          |            | —          |
| David Arnaiz              | Cristóbal Benjumea                       | —          | —          |            | —          |
| Nerea Garmendia           | Gotzone Abaroa                           | —          | —          |            | —          |
| Ainhoa Aierbe             | Izaskun                                  | —          | —          |            | —          |
| Elena Irureta             | Rosa Mari                                | —          | —          | Recorrente | —          |
| Gorka Otxoa               | Horacio Basauri                          | —          | —          | Recorrente | —          |
| Elisa Lledó               | Miren Goikolea Galarza                   | —          | —          | —          |            |
| Asier Hormaza             | Julen                                    | —          | —          | —          |            |

## Temporadas
| Temporadas | Temporadas | Episódios | Estreia                 | Final               | Audiência média | Audiência média | Audiência média |
| Temporadas | Temporadas | Episódios | Estreia                 | Final               | Espectadores    | Porcentagem     |                 |
| ---------- | ---------- | --------- | ----------------------- | ------------------- | --------------- | --------------- | --------------- |
|            | 1          | 13        | 7 de abril de 2015      | 30 de junho de 2015 | 4 283 000       | 22,5%           |                 |
|            | 2          | 15        | 12 de fevereiro de 2016 | 24 de maio de 2016  | 3 170 000       | 18,3%           |                 |
|            | 3          | 16        | 20 de março de 2017     | 3 de julho de 2017  | 3 144 000       | 20,0%           |                 |
|            | 4          |           | 2018                    | 2018                |                 |                 |                 |
| Total      | Total      | 44        | 7 de abril de 2015      |                     |                 |                 |                 |